# باقرلی (شماخی)
باقرلی (به لاتین: Bağırlı) یک منطقه مسکونی در جمهوری آذربایجان است که در شهرستان شماخی واقع شده است. باقرلی ۱۹۶۳ نفر جمعیت دارد.